# Jules Delruelle
Jules Emile Delruelle (Forêt-Trooz, 30 mei 1900 - Luik, 15 januari 1980) was een Belgisch politicus en minister van Economische Zaken.

## Levensloop
Van opleiding chemisch ingenieur, ging Jules Delruelle werken in de nv Société métallurgique de Prayon, waar zijn vader directeur was. Na de Tweede Wereldoorlog ging deze nv op in de nv Nouvelle Montagne.
Tijdens de Tweede Wereldoorlog was hij actief in het Verzet en was in 1941 samen met Charles De Visscher, Walter Ganshof van der Meersch, Jacques Basyn en Louis Bekaert de oprichter van het Politiek Comité van het Verzet, dat de regering in Londen informeerde over de toestanden in België onder de Duitse bezetter. Na de Bevrijding was hij van september 1944 tot januari 1945 minister van Economische Zaken. De extraparlementaire en partijloze Delruelle besloot echter niet om actief te worden als politicus.
Na het einde van zijn ministerschap was hij van 1945 tot 1952 administrateur van de Federatie van Belgische Industrieën en van 1948 tot 1961 ondervoorzitter van de Centrale Raad van de Economie. Als voorstander van economische decentralisatie voor Vlaanderen en Wallonië was hij in 1968 vervolgens de oprichter van de Waalse Unie van Bedrijven. In 1975 werd hij zijn zoon Jacques Delruelle hier voorzitter van.